# Horvatsko
Horvatsko falu Horvátországban Varasd megyében. Közigazgatásilag Ivanechez tartozik.

## Fekvése
Varasdtól 18 km-re délnyugatra, községközpontjától 3 km-re északra fekszik. 

## Története
Lakosságát csak 1991-óta számlálják önállóan, lakóit addig a Klenovnik községhez tartozó Dubravechez számították. 1991-ben 155 lakosa volt. 2001-ben 40 háztartása és 143 lakosa volt. 